# Ángel Castresana
Ángel Castresana del Val es un ex ciclista profesional español. Nació en La Cerca (Medina de Pomar) (Burgos) el 29 de febrero de 1972 (46 años) y vive actualmente en Medina de Pomar (provincia de Burgos). 
Fue profesional entre 1997 y 2006 ininterrumpidamente.
Actualmente tiene una tienda de bicicletas (Castresana bike) en Medina de Pomar (Burgos) en la Plaza Somovilla.
Su mayor éxito como profesional fue la etapa que consiguió en la Vuelta al País Vasco de 2001.

## Palmarés
2001
- 1 etapa de la Vuelta al País Vasco

## Equipos
- Estepona en Marcha (1997)
- Euskaltel-Euskadi (1998-2001)
- ONCE-Eroski (2002-2003)
- MrBookmaker.com (2004-2005)
- Unibet.com (2006)